# سلمان العودة من السجن إلى التنوير (كتاب)
كتاب سلمان العودة من السجن إلى التنوير الكتاب رِسالة ماجستير في الدراسات الإسلامية أعدها تركي الدخيل تطرق فيها إلى تحليل شخصية سلمان العودة قبل السجن وبعده والتحولات التي حدثت في شخصيته وفكره، الكتاب من ثلاث فصول تتناول فترة ماقبل السجن ثم فصلين عن التحولات الفكرية لـ العودة من خلال طرحه في برنامج حجر الزاوية، فيدور موضوع الكتاب حول الدراسة التي وضعها الإعلامي السعودي تركي الدخيل عن الشيخ الدكتور سلمان بن فهد العودة وبرنامجه حجر الزاوية ومن خلال تقديمه لبرنامج إضاءات على قناة العربية والتي يدور محورها حول الجدل الدائر بين التيارات في السعودية بخاصة والوطن العربي بعامة، مهيئاً للدخول في أجواء العمل بتمهيد يقرأ فكر وتحولات الشيخ بموضوعية، وبعيداً عن العاطفة والمواقف المسبقة، هذا وقد أشرف على الأطروحة الأستاذ الدكتور رضوان السيد.

## محتوى الكتاب
تناولت هذه الدراسة العلاقة بين وسائل الإعلام الحديثة ومن يسَّمون بالدعاة الجدد وخصوصاً أن سلمان العودة الذي ارتكزت الدراسة على حواراته يعتبر مؤسساً لتجديد فقهي في سائر الموضوعات المطروحة على الساحة، بداياته فقهية لكن نهاياته فكرية فلسفية ثقافية حضارية؛ فقد عالج العودة من خلال البرنامج أعقد الموضوعات بأحدث المناهج وفق خلفية ثقافية عميقة وتجربة طويلة وقاسية لذلك اعتبره كثيرون الصوت العقلاني الحديث في السعودية ويتبنى موقف الاعتدال والتوافق.

## أهداف الكتاب
وضع المؤلف ثلاثة أهداف في هذه الدراسة أولاً: مراقبة عملية الأسلمة الجارية في المجتمع والثقافة عبر عينة برنامج حجر الزاوية بكل شعبيته وجديته، وثانيها: حدود التجديد والتقليد، وثالث الأهداف دراسة ظاهرة حجر الزاوية من جهتين الأولى: من حيث علاقتها بالمجتمع والثانية: من حيث علاقة البرنامج بوسائل الإعلام.

## مقدمة المؤلف
في المقدمة كتب المؤلف:
| سلمان العودة من السجن إلى التنوير (كتاب) | ليست تحولات سلمان العودة وحدها من تحتاج التأمل وإلقاء الضوء بقدر شخصية هذا الداعية التي كانت وماتزال طاغية الحضور والتأثير في عقود مختلفة وبأفكار متناقضة. فالشيخ سلمان في الثمانينات الميلادية في عنفوان شبابه خلال الحقبة التي عرفت بالصحوة الإسلامية لم يكن مجرد داعية يستخدم أسلوب التهييج الجماهيري فحسب بل كان يتحدث كقائد أو زعيم قادم سيسير على أكتاف جماهيره وسيقوم بتغيير الواقع المرير فقام بتحريض الشباب على ترك الوظائف الحكومية والاستغناء عن الدور الرعائي الذي تقدمه الدولة وغيرها من الأمور التي سجن على إثرها عدة سنوات في متصف التسعينات ليعود مع مطلع الألفية الجديدة بنفس الشخصية الكاريزمية ولكن في عباء مختلفة ونيولوك جديد وأسلوب هادئ ومتوازن وطرح عميق أيضا لكنه على النقيض ولعل القدر المشترك في الخطابين هو قدرة الشيخ الفائقة على الاستفادة بوسائل الإعلام المتاحة وتطويعها في خدمة خطابه بشكل غير مسبوق يجعله في طليعة أقرانه من الدعاة. فأصبح الشيخ الذي كان يكتسح سوق الكاسيت في ثمانينات القرن الماضي وأوائل التسعينات بشكل غير معهود اليوم نجما من نجوم الفضائيات يحظى بحضور إعلامي تخطى حدود المحلية عبر أبرز برنامج ديني على قناة منوعات وهو برنامج حجر الزاوية على شاشة MBC . شكل خطاب الشيخ سلمان الجديد مطلع الألفية الجديدة صدمة قوية وربما كارثية للكثير من أتباعه ومحبيه والمقتدين به والسائرين على دروب المنهج القديم حيث كتب يوسف العييري القيادي بتنظيم القاعدة تعليقا في موقع الإسلام اليوم الذي يشرف عليه العودة يعبر فيه عن خيبة أمله بقوله: "أنت الذي قلت: اسجنونا ولكن أصلحوا الأوضاع، فكان ذلك فسجنتم ولكن لم تصلح الأوضاع، بل ساءت وخرجتم ورأيتم السوء، وعندما خرجتم استشرفت القلوب للقياكم والجلوس معكم والتلذذ بحديثكم، فأنتم الذين صقلتم نفوسكم وربيتموها، فأحببنا أن تنهل من نفوس تربيت ووطنت على الشقاء وأحبت الصبر، وعندما لقيناكم مان لفضيلتكم من الأقوال ما أحزننا | سلمان العودة من السجن إلى التنوير (كتاب) |

## صدى الكتاب
لحق الكتاب بقائمة الكتب الأكثر مبيعاً وحظي بإقبال من القراء إضافة إلى كتب «الأمير بندر بن سلطان» لويليام سيمبسون، و«على لسان الطائر الأزرق» لياسر حارب و«السر» لروندا بيرن، «نسيان دوت كوم» لأحلام مستغانمي، ففي مكتبة دار الحكمة ضمت قائمة الأكثر مبيعاً كتب «سلمان العودة من السجن إلى التنوير» لتركي الدخيل، و«التفسير الميسر» للداعية عائض القرني، و«نهاية العالم» للداعية محمد العريفي، و«السر» لروندا بيرن، و«الرجال من المريخ والنساء من الزهرة» لجون غراي، و«ترمي بشرر» لعبده خال، و«من الذي حرك قطعة الجبن الخاصة بي» لسبنسر جونسون، و«الإخوان السلمون والسلفيون في الخليج» من إعداد مركز المسبار، و«طوي بخيتة» لمريم الزعابي، و«اليهودي الحالي» لعلي المقري، و«أحببتك أكثر مما ينبغي» لأثير عبد الله.

## الوصلات الخارجية
- رحلة (سلمان العودة) من السجن إلى التنوير كما يرصدها (تركي الدخيل) بقلم عمر غازي، من مركز الدين والسياسة للدراسات.
- سلمان العودة من السجن إلى التنوير خواتيم الكتب، من موقع الدرر السنية.